# Indonesia Air
Pour les articles homonymes, voir IAT.
Indonesia Air (anciennement Indonesia Air Transport ou IAT) est une compagnie aérienne basée à l'aéroport de Jakarta Halim Perdanakusuma en  Indonésie. Elle fournit essentiellement des services aux sociétés pétrolières et minières en Indonésie et en Asie du Sud-Est.
IAT assure également quelques lignes aériennes régulières, notamment la liaison Mataram (Lombok) - Denpasar (Bali).

## Histoire
IAT fut créée en 1968 par un Hollandais, M.Schreiner, pour servir la société pétrolière  indonésienne d'État Pertamina ainsi que ses "production sharing contractors" (compagnies pétrolières étrangères menant des opérations d'exploration et de production dans le cadre d'un "production sharing contract" ou PSC avec Pertamina). Aujourd'hui (mars 2007), IAT est une filiale du groupe indonésien Bimantara Citra, qui appartient à Bambang, un des fils de l'ancien président indonésien Soeharto.

## Flotte

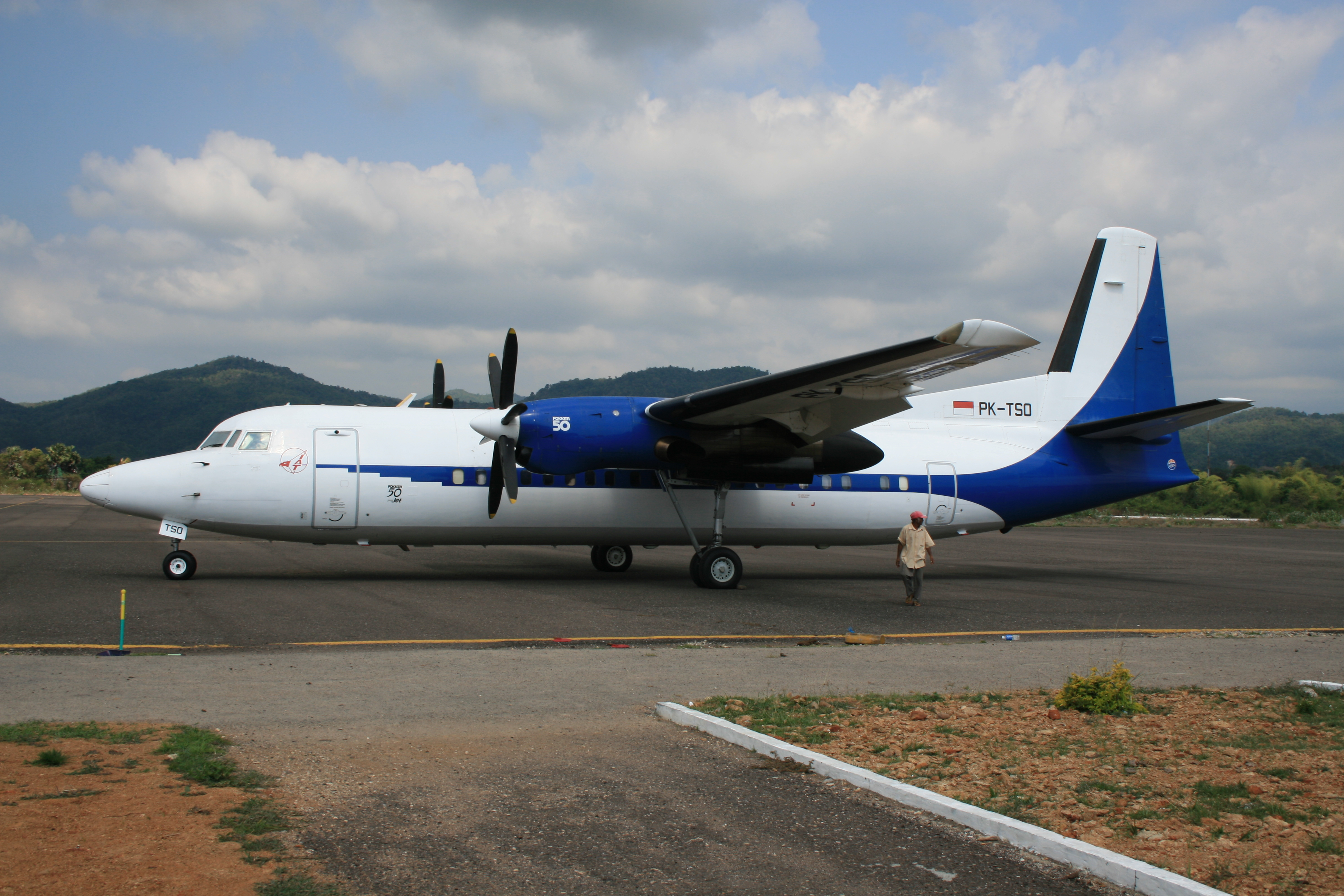
Un Fokker 50 d'IAT sur l'aéroport de Labuan Bajo dans l'île de Florès

En mars 2007, Indonesia Air Transport possédait :
- 2 Fokker 50
- 1 Fokker F27 Mk500RF
- 1 Grumman Gulfstream I
- 2 Raytheon Beech 1900D Airliner
- 1 Dassault Falcon 20

1. 1 2 3  (en) « Directory: World Airlines », Flight International,‎ 3 avril 2007, p. 93